# Molophilus (Molophilus) flavonotatus
Molophilus (Molophilus) flavonotatus is een tweevleugelige uit de familie steltmuggen (Limoniidae). De soort komt voor in het Australaziatisch gebied.